# ورا واسیلیونا چاپلینا
ورا واسیلیونا چاپلینا (روسی: Вера Васильевна Чаплина (زاده ۲۴ آوریل ۱۹۰۸ - درگذشته ۱۹ دسامبر ۱۹۹۴) نویسنده ادبیات کودکان و طبیعت‌گرای اهل اتحاد جماهیر شوروی بود.

## زندگی‌نامه
ورا چاپلینا در مسکو متولد شد، پدربزرگش، ولادیمیر چاپلین، مهندس، استاد و مربی معمار ملنیکوف بود.  پس از انقلاب ۱۹۱۷، ورای ۱۰ ساله گم شد و چندین سال را در پرورشگاهی در تاشکند گذراند.  در سال ۱۹۲۳ به مسکو بازگشت. فعالیت او در باغ وحش مسکو از شانزده سالگی آغاز شد. چاپلینا تا جایی که می‌توانست از باغ وحش بازدید می‌کرد و مانند بسیاری از کودکان، به ویژه جذب توله‌ها می‌شد. او آنقدر زیاد ظاهر می‌شد و آنقدر می‌ماند که سرانجام توجه پیوتر مانتیفل، طبیعت‌شناس ارشد باغ وحش، را به خود جلب کرد و او از او پرسید که آیا مایل است به عنوان دستیار جوان فعالیت کند. او با کمال میل این پیشنهاد را پذیرفت و از آن زمان روزانه در باغ وحش کار می‌کند. در سال ۱۹۲۴ او وارد حلقه زیست‌شناسان جوان در باغ وحش مسکو شد. 
علاقه ویژه ورا چاپلینا به حیوانات نوزاد بود و در سال 1933  مسئولیت نگهداری از حیوانات جوان بی‌مادر باغ‌وحش به او سپرده شد. در سال ۱۹۳۷، او رئیس یکی از بزرگ‌ترین بخش‌های باغ‌وحش، یعنی بخش حیوانات وحشی باغ‌وحش مسکو، شد. 

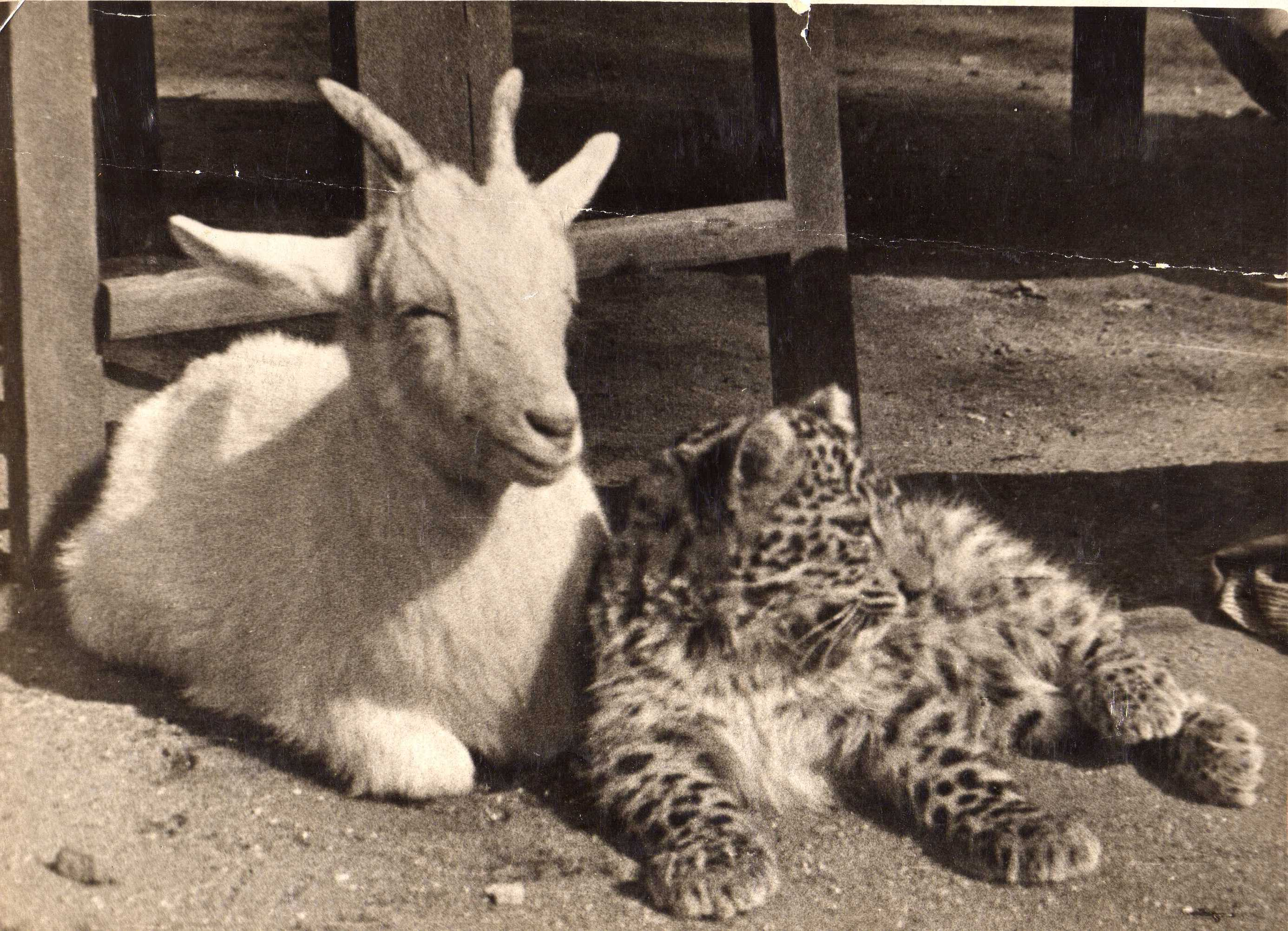
شاگردان ورا چاپلینا در محوطه نگهداری بچه حیوانات، باغ وحش مسکو، ۱۹۳۷

در طول سال‌ها، ورا چاپلینا و خانواده‌اش میزبان تعدادی از حیوانات در خانه بودند - گرگ، یک پلنگ، یک سیاه‌گوش و یک توله شیر به نام کینولی. کینولی در زبان روسی به معنای «رها شده» است، زیرا مادرش توله را رها کرده بود. ورا چاپلینا توله را نجات داد. او آن را به خانه برد. با شیشه به او شیر داد و در روزهای اول از او مراقبت کرد. و به این ترتیب کینولی در اواسط دهه ۱۹۳۰ در آپارتمانی در مسکو با چاپلینا، همسر، پسر کوچک و برادرش - و مجموعه‌ای از همسایگان و فرزندانشان، شیر ماده در حال رشد، بزرگ شد. داستان کینولی با عشق خانم چاپلینا به حیوانات و تمایل او به برانگیختن بخشی از این احساس در خوانندگانش، می‌درخشد.
اولین کتاب ورا چاپلینا در مورد بچه حیوانات توله‌ها از محوطه سبز (Malyshi s zelenoĭ proshchadki), برای اولین بار در سال ۱۹۳۵ به زبان روسی منتشر شد. از آن زمان، او کتاب‌های بسیاری برای کودکان دربارهٔ حیوانات نوشت، از جمله دانش آموزان حیوانات من (۱۹۳۷؛ Мои воспитанники); Мои воспитанники) Четвероногие друзья)، دانش آموزان باغ وحش (۱۹۵۵–۱۹۶۵؛ Питомцы зоопарка)، برخوردهای اتفاقی (۱۹۷۶؛ Случайные) «نوشته‌های چاپلینا محبت‌آمیز است، اما احساساتی نیست.» «نوشته‌ها سرراست و ساده هستند، نگرش نویسنده نسبت به موجوداتی که از آنها مراقبت می‌کرد، هم لطیف و هم کاربردی است.»
ورا چاپلینا تا سال ۱۹۴۶ در باغ وحش مسکو کار می‌کرد و هر زمان که وقت پیدا می‌کرد، داستان می‌نوشت. از آن زمان، او زمان بیشتری را به فعالیت‌های ادبی اختصاص داده و به یک نویسنده تمام وقت تبدیل شده است. داستان‌های چاپلینا به زبان‌های انگلیسی، آلمانی، فرانسوی، اسپانیایی، پرتغالی، ژاپنی، چینی، عبری، لهستانی، چکی، مجارستانی، لتونیایی، استونیایی، رومانیایی، دانمارکی، سوئدی، و صربی ترجمه شده‌اند.

## آثار برگزیده
- دوستان حیوان من (۱۹۳۹) لندن؛ انتشارات جورج راتلج و پسران. صفحه ۲۵۵ (ترجمه شده توسط استیون گری)
- نوزادان باغ وحش (۱۹۵۶) مسکو؛ انتشارات زبان‌های خارجی. صفحه ۲۰۸ (ترجمه شده توسط آیوی لیتوینوا)
- اسکمپ و نی‌نی (۱۹۵۹) مسکو؛ انتشارات زبان‌های خارجی. صفحه ۲۴ (ترجمه آیوی لیتوینوا)
- کینولی (۱۹۶۵) نیویورک؛ Henry Z.Walck, Inc. ص ۹۵ (ترجمه آیوی لیتوینووا)
- داستان‌های واقعی از باغ‌وحش مسکو (۱۹۷۰) انگلوود کلیفس، نیوجرسی؛ انتشارات پرنتیس-هال، صفحه ۱۵۲ (ترجمه لیلا پارگمنت، استل تیتیف)
- مسافران جنگل. داستان یک فیلم (۱۹۷۲) مسکو؛ اتحادیه کارگران فیلم شوروی. صفحه ۲۴ (ترجمه فاینا گلاگولوا)
- پرندگان در جنگل ما (۱۹۸۴) مسکو؛ انتشارات مالیش. صفحه ۱۰ (ترجمه و. کوروتکی)

## نویسنده فیلمنامه
- کینولی — فیلم مستند (۱۹۳۵، کینوли؛ مسته فیلم)
- ماجراهای توله خرس — فیلم کمدی (۱۹۳۶، Похождения медвежонка ; Mezhrabpomfilm)
- غریزه در رفتار حیوانات — فیلم مستند (۱۹۴۰، Инстинкт в поведении животных ; Mostehfilm)
- مسافران جنگل - فیلم انیمیشن (۱۹۵۱، Лесные путешественники ; با جی. اسکربیتسکی؛ سایوزمولت فیلم)
- In the Heart of the Forest — فیلم انیمیشن (۱۹۵۴، В лесной чаще ; با G. Skrebitskiy; Soyuzmultfilm)